# Smrt Napoleona Bonaparta

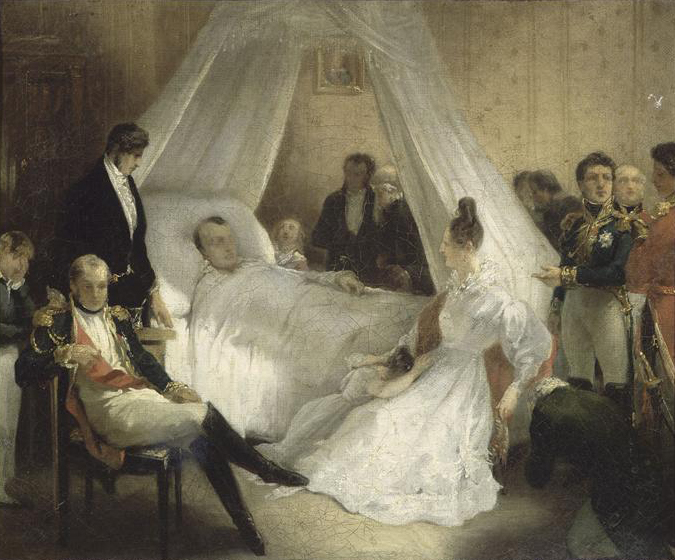
Carl von Steuben: Napoleonova smrt

Napoleon Bonaparte zemřel po vleklé nemoci ve vile Longwood na ostrově Svatá Helena v 17:49 hodin 5. května 1821. Druhého dne byla za přítomnosti sedmi lékařů provedena pitva jeho těla, které bylo 9. května se všemi vojenskými poctami pohřbeno do neoznačeného hrobu u pramene Torbett's Spring na místě, které si Napoleon osobně vybral. Zpočátku se všeobecně předpokládalo, že bývalý císař Francouzů zemřel na rakovinu žaludku nebo zánět jater, avšak díky znění jeho druhé závěti, kde ze své smrti obvinil vrahy najaté Angličany, se brzy začaly objevovat hypotézy, které naznačovaly, že byl zavražděn. V druhé polovině 20. století v tomto směru vzbudila značný zájem odborné i laické veřejnosti činnost švédského stomatologa Dr. Stena Forshufvuda, jenž při pročítání pamětí Napoleonova komorníka Louise Marchanda dospěl k závěru, že byl Napoleon otráven arzenikem. Ve snaze získat fyzický důkaz své teorie posléze Dr. Forshufvud zahájil výzkum, kterým se mu podařilo prokázat, že císařovy vlasy ustřižené v den jeho smrti skutečně obsahovaly nestandardně vysoké množství podezřívané chemikálie. Jeho hypotézu však v roce 2008 patrně vyvrátili výzkumníci některých italských univerzit, kteří nejmodernějšími vědeckými metodami prokázali, že z dnešního pohledu extrémně vysoké množství arzeniku bylo v tělech Napoleonových vrstevníků běžným jevem. Další otazníky vzbudily rozdíly v uspořádání hrobu a uložení těla při Napoleonově pohřbu a exhumaci, která proběhla v roce 1840, před převozem jeho ostatků do Francie nebo odlišnosti ve vzhledu a rozměrech jeho posmrtných masek.

## Smrt

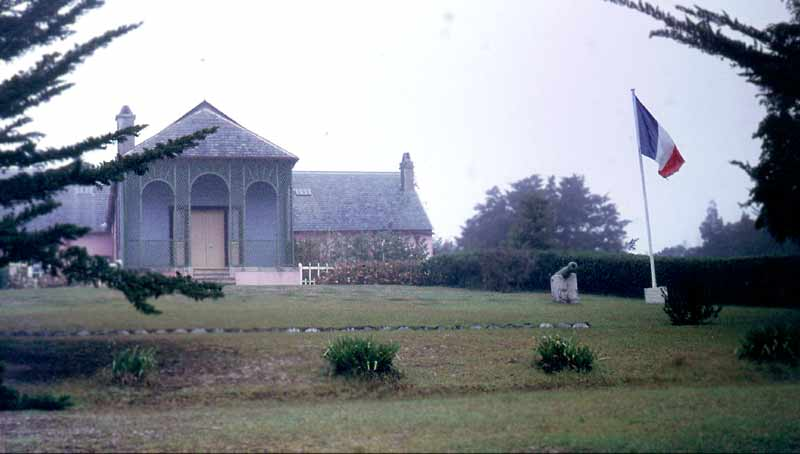
Vila Longwood

Podle zpráv osob, které pobývaly s Napoleonem ve vyhnanství na Svaté Heleně, byl excísař po oslavě svých padesátých narozenin vcelku zdráv. Od příjezdu do vily Longwood si pouze občas stěžoval na studené nohy a ostrou bolest v boku, jako by jej někdo řezal břitvou. Jeho anglický lékař Dr. Barry O’Meara, již dříve konstatoval, že trpí chronickým zánětem jater, za tuto veřejně vyřčenou diagnózu však byl ze svého postu odvolán guvernérem ostrova Hudsonem Lowem. Nástupcem O’Mearyho se od září 1819 stal Korsičan Francesco Antommarchi, jenž měl větší zkušenosti v patologii než v lékařské praxi. Nový lékař, kterého na ostrov poslala Napoleonova matka Laetitia, si za svého pobytu na Svaté Heleně vedl deník jak o stavu svého pacienta, tak o rozhovorech s ním. Tyto zápisky byly v roce 1825 v Paříži publikovány pod názvem Mémoires du docteur Antommarchi. První příznaky vážnějšího onemocnění se u bývalého císaře Francouzů začaly projevovat v říjnu 1820. Silně jej bolívala hlava, bušilo mu srdce, měl slabý nepravidelný tep, bolely ho a zábly nohy, trápil ho suchý kašel, měl bolesti v játrech, míval třesavku, slábl mu sluch, měl nutkání ke zvracení, začínal být světloplachý a jednou, když vyšel z koupele, omdlel. Jeho nemoc se v následujících měsících začala zhoršovat a 5. prosince 1820 generál Montholon, jeden z členů Napoleonovy domácnosti, napsal své ženě do Francie: „Došlo k vážnému obratu v císařově nemoci. K jeho chronické chorobě se připojila charakteristická malátnost. Je tak slabý, že každá životní funkce ho mimořádně unavuje a často omdlévá.“ Bývalý císař Francouzů začal velmi trpět a brzy ztratil chuť k jídlu. Byl schopen pozřít pouze tenké krajíčky chleba namočené ve šťávě z kýty, několik lžiček huspeniny a několik koleček opékaných brambor. Žízeň zaháněl skleničkou vína smíchaného s vodou. Od prvních březnových dnů se jeho nemoc začala stupňovat, k čemuž ve svém dalším dopise generál Montholon poznamenává: „Dnes je z něj už jen mrtvola, kterou jen dech drží fyzicky a morálně při životě.“ Napoleon byl naprosto vyčerpaný i otupělý a kůže mu výrazně zežloutla. Často míval záchvaty zimnice, trpěl bolestmi a pálením v břišní dutině nebo zvracel. V dubnu začal diktovat svou závěť a 2. května konzilium tří britských lékařů oznámilo členům Napoleonovy domácnosti, že se blíží jeho smrt. V noci z 4. na 5. května došlo v jeho zdravotním stavu k prudkému zhoršení. Následujícího dne se u excísařova lůžka sešli členové jeho družiny, včetně jejich žen a dětí, a krátce po západu slunce v 17.49 Napoleon vydechl naposled.

## Zaopatření těla a pitva

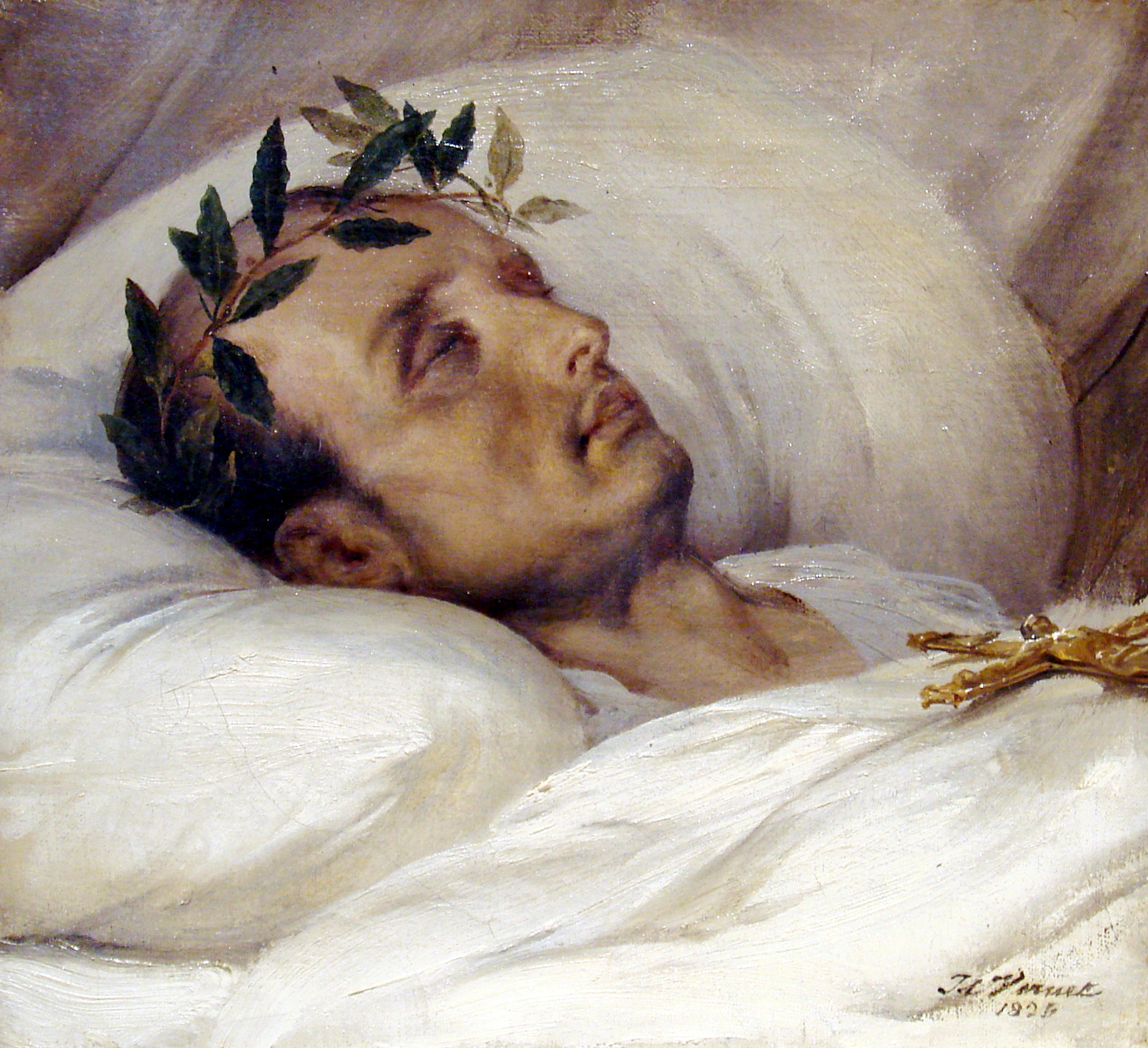
Horace Vernet: Napoleon na smrtelném loži

Chvíli poté, co doktor Antommarchi konstatoval smrt, převzal tělo zesnulého do péče Napoleonův komorník Louis Marchand. S pomocí několika sloužících mrtvého omyl kolínskou vodou a posléze jej přenesl do jeho ložnice, která byla pro tuto příležitost upravena jako obřadní kaple. Zde byly Napoleonovy ostatky uloženy na železné polní lůžko, které si sebou brával na svá polní tažení, na improvizovaném oltáři byly zapáleny svíce a kněz odříkal modlitby.
Druhého dne (6. srpna) byla na Napoleonovu výslovnou žádost provedena pitva jeho těla. Její realizace se po předchozí domluvě odehrála ve dvě hodiny odpoledne v kulečníkovém sálu, jenž byl největší a nejprosvětlenější místností v Longwoodu. Zákroku se účastnilo celkem sedmnáct osob, mezi nimiž byli dva francouzští vojenští hodnostáři (Charles-Tristan de Montholon a Henri-Gatien Bertrand), zástupci guvernéra Svaté Heleny a sedm lékařů, z nichž šest pracovalo pro britskou vládu. Napoleon požadoval, aby se pitvy jeho těla ujal doktor Antommarchi, jenž měl pro tento úkol patřičnou praxi. Korsický lékař po otevření hrudníku z těla vyjmul srdce, které bylo uloženo do nádoby s lihem. Takto mělo být podle Napoleonovy vůle předáno jeho manželce Marii-Luise, sir Hudson Love ho však později nařídil uložit do hrobu spolu s Napoleonovými ostatky. Poté byl z těla vyňat a otevřen žaludek, kde se předpokládalo, že bude nalezena příčina excísařovy nemoci. Podle jedné z pitevních zpráv byl vnitřní povrch žaludku prakticky v celém rozsahu jen masou rakovinových afekcí nebo karcinomů chystajících se proměnit v rakovinu, což bylo nejvíce zřetelné v blízkosti vrátníku. Dalším ohledaným orgánem byla játra, u nichž bylo patrné, že vypouklý povrch levého jaterního laloku přilnul k bránici. S výjimkou srůstů způsobených nemocí žaludku nebyly na játrech patrné žádné chorobné změny. Pouze dva z lékařů, Antommarchi a Shortt, zaznamenali, že játra byla abnormálně zvětšená, nicméně žádné příznaky choroby na nich neshledali. I přes všechny tyto nálezy se přítomní lékaři po dokončení pitvy nedokázali dobrat konsenzu, kterým by jasně stanovili příčinu Napoleonovy smrti. Ve čtyřech samostatných zprávách se shodli pouze v konstatování, že v žaludku byl v blízkosti vrátníku vřed; Antommarchi jej označil za rakovinový vřed, britští lékaři hovořili o ztvrdlých místech vedoucích k rakovině. Ačkoliv žádný z lékařů jednoznačně nediagnostikoval rakovinu, všeobecně byl nakonec přijat názor, že za excísařovým úmrtím stojí rakovina žaludku nebo vrátníku. Tento úsudek podpořila i skutečnost, že na rakovinu vrátníku zemřel Napoleonův otec Carlo Buonaparte.
Po dokončení pitvy byla hrudní dutina omyta aromatickým roztokem a posléze ji doktor Antommarchi zašil chirurgickou jehlou. Následně Napoleonovu mrtvolu spolu s Marchandem změřil a sepsal závěrečnou zprávu. Po dokončení této práce Marchand zesnulého oblékl do kompletní uniformy příslušníků lehké jízdy císařské gardy. Na kabát neopomněl připnout řády Čestné legie, Železné koruny a Sjednocení. Na nohy pak mrtvému nasadil jezdecké boty a na hlavu klobouk s trojbarevnou kokardou. Ve čtyři hodiny odpoledne bylo Napoleonovo tělo uloženo do jeho ložnice na železné lůžko, na němž zemřel.

## Hypotéza o otravě arzenikem

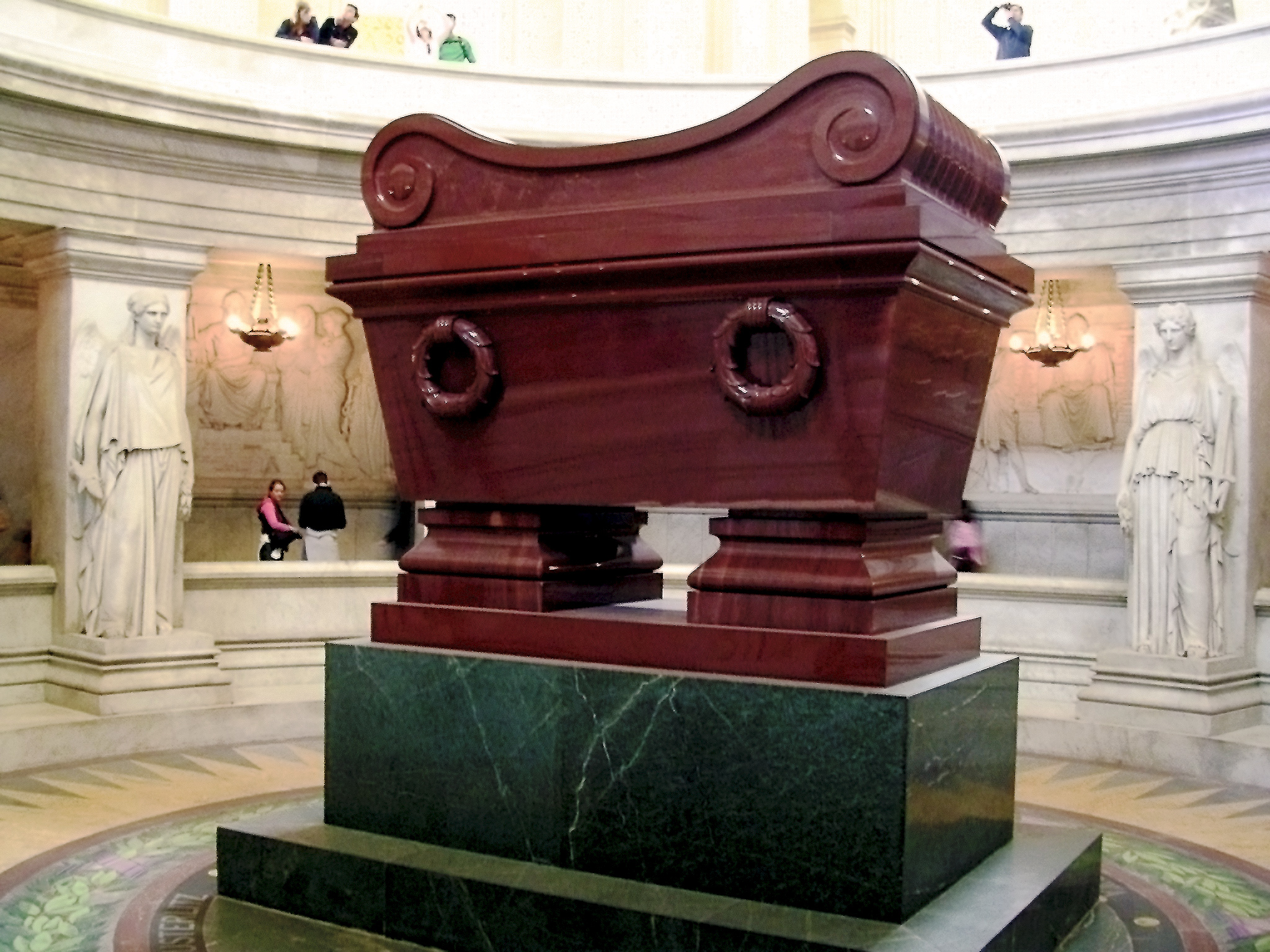
Tumba s Napoleonovými ostatky v pařížské Invalidovně

Stejně jako francouzský excísař, tak i většina pozdějších historiků a publicistů předpokládala, že za jeho skonem stojí onemocnění, jemuž podlehl i Carlo Buonaparte, tedy rakovina žaludku. V roce 1955 však tento předpoklad získal povážlivou trhlinu. Švédský stomatolog a amatérský toxikolog Dr. Sten Forshufvud při pročítání pamětí Napoleonova komorníka Louise Marchanda (Mémoires de Marchand), jenž podrobně zaznamenal poslední měsíce Napoleonova života, došel k závěru, že symptomy onemocnění neodpovídají zhoubnému onemocnění žaludku, nýbrž otravě arzenikem. Z třiceti uznávaných příznaků odpovídajících otravě touto chemikálií se jich u Napoleona konci života projevilo dvaadvacet. Kromě toho jeho teorii podporoval fakt, že Napoleon téměř do konce života přibíral na váze, kdežto trpící rakovinou žaludku postupně hubnou. Dalším důkazem bylo svědectví osob, které se devatenáct let po císařově smrti účastnily exhumace jeho těla. To „bylo úplně zachovalé a tvář se změnila méně, než tváře těch, kdo užasle pohlíželi do jeho rakve. Napoleonův oděv, stejnokroj, v němž byl pohřben, se rozpadl, ale mrtvola nikoliv.“ I tento jev mohl mít za následek arsenik, jenž uchovává živou tkáň, neboť zpomaluje její rozpad (díky této vlastnosti je používán i v muzeích ke konzervaci exponátů). U lidského těla dojde k podobné reakci, pokud je arsenik podáván dlouhodobě.

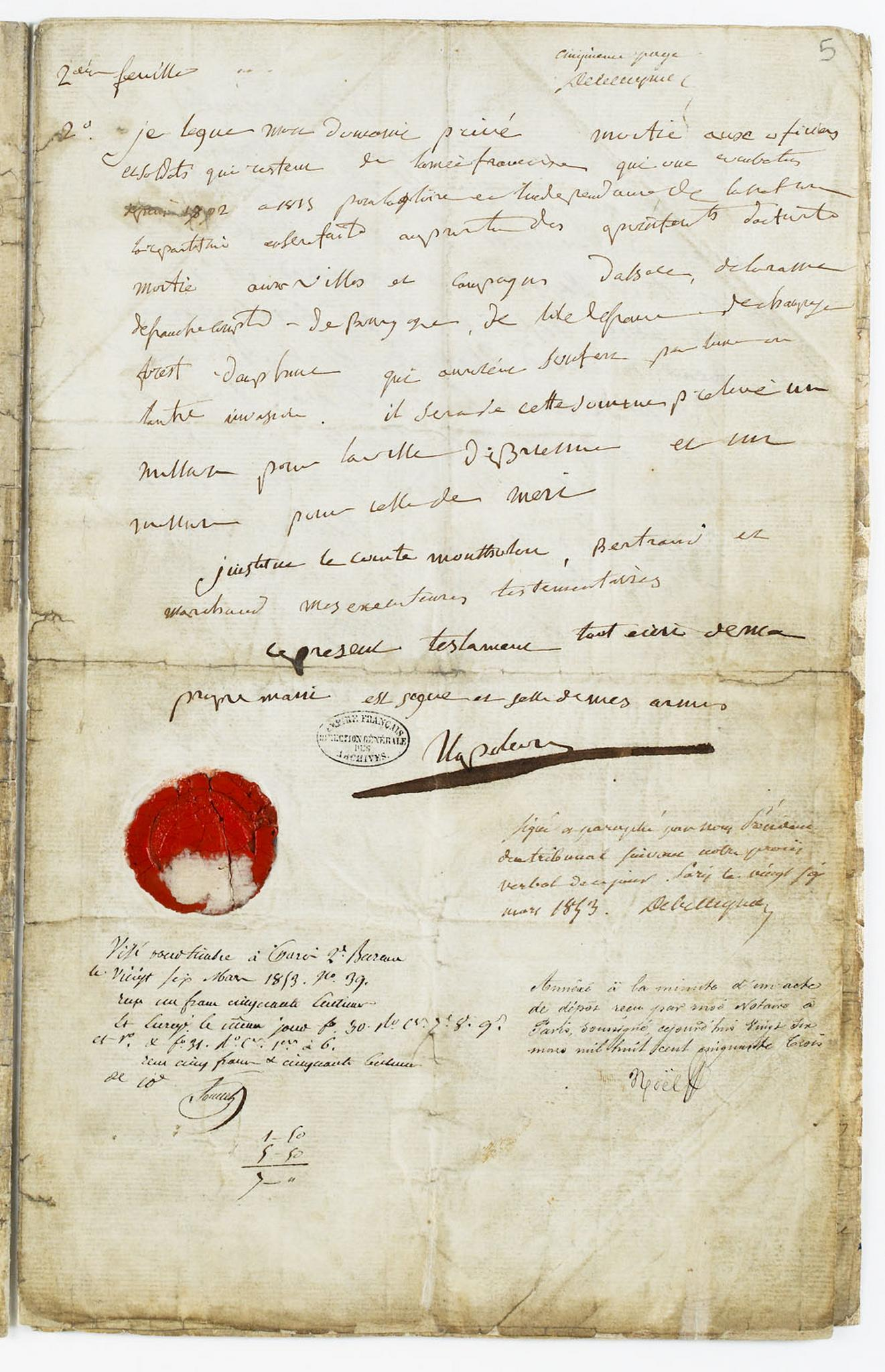
Jeden z listů Napoleonovy poslední vůle

Jelikož doktor Forshufvud kromě těchto indicií potřeboval i fyzický důkaz, opatřil si v roce 1960 vlas, který pocházel z pramínku, jenž Napoleonovi krátce po jeho skonu odřízl břitvou Louis Marchand. Vlas nechal odborně prozkoumat doktorem Hamiltonem Smithem, objevitelem nové metody prokazování přítomnosti arzeniku, při níž je oxid arsenitý vystaven jadernému bombardování do té míry, že jej lze přesně změřit. Výsledek výzkumu vykázal hodnotu 10,38 mikrogramů arseniku v gramu vlasů, tedy třináctkrát více, než bylo v Napoleonových časech běžné. Dalším měřením různých vzorků, pocházejících ze stejného zdroje, byla posléze přítomnost tohoto značného množství jedu opakovaně prokázána. Předpokládá se, že arzenik byl Napoleonovi podáván po několik let od počátku července až října 1816, a to v malých a nestejných dávkách. V dalších letech navázal Dr. Forshufvud spolupráci s kanadským podnikatelem Benem Weiderem, který po jeho smrti (1985) nechal analyzovat další vzorky vlasů v laboratořích FBI (1995) přístrojem Nano-SIMS (2003) a metodou ICP-MS (2005). V prvním a třetím případě výzkumníci konstatovali, že množství arzeniku přítomné ve vzorku vlasů odpovídá otravě tímto jedem a v případě druhém prokázali, že arzenik se nachází nejen na povrchu vlasů, ale je jím doslova impregnovaná vlasová dřeň, kam se chemikálie mohla dostat jedině z krevního oběhu. Závěrečná zpráva doktora Pascala Kintze, prezidenta Mezinárodní asociace forenzních toxikologů (TIAFT), k tomuto výzkumu dodává, že ve všech vzorcích císařových vlasů prokázal ICP-MS masivní chronickou intoxikaci prudce jedovatým minerálním arzenikem, což zcela jednoznačně naznačuje zločin.
Tyto vědecké výsledky jsou podle řady odborníků nezpochybnitelné a Ben Weider tak podle jejich názoru prakticky zcela vyvrátil teorie, které popíraly, že se Napoleon stal obětí úkladné vraždy. Jednalo se zejména o domněnky, které přičítaly vysoké množství arzeniku v Napoleonově těle vlivu okolního prostředí. Podle těchto výkladů to mohly být například výpary z tapet v Longwoodu či dým z kamen. Publikovaná byla i úvaha, že arzenik pocházel z konzervačních látek, které byly použity při zaopatřování Napoleonova těla. Kanadský podnikatel přesto až do své smrti v roce 2008 dál pokračoval ve stále důkladnějších analýzách rozšířeného množství vzorků.
Pokud jde o motiv a pachatele, všechny indicie vedly k domněnce, že za případnou vraždou stál hrabě Charles Tristan de Montholon. Za jeho jednáním mohly být jak motivy charakteru osobního (stesk po manželce a dětech, žárlivost na Napoleona, neboť se jistou dobu hovořilo o poměru mezi excísařem a jeho ženou Albinou atd.) tak rázu čistě zištného. Podle této teorie používal Montholon ke svému činu arzenik běžně používaný pro likvidaci krys, kterých bylo na ostrově značné množství. Ten, s přihlédnutím na Napoleonovy zvyky, dávkoval do sudu s vínem, které bylo určeno pouze na excísařův stůl.
Ačkoliv byla řada laiků i odborníků na základě výše zmíněných důkazů nezvratně přesvědčena, že byl Napoleon zavražděn, krátce po smrti Bena Weidera uveřejnila Univerzita v Pavii na svých webových stránkách textovou zprávu, která informuje o novém výzkumu, který prováděli fyzici a chemici na této univerzitě spolu s vědci ze sekcí Národního ústavu jaderné fyziky (INFN) v Pavii a Univerzity Bicocca v Miláně. Předmětem zkoumání se staly vzorky Napoleonových vlasů z období, kdy byl vychováván na Korsice, pobýval ve vyhnanství na ostrovech Elba a Svatá Helena a ze dne jeho úmrtí. Zároveň byly prověřeny vlasy několika jeho současníků, mezi jinými Napoleonova syna Orlíka (z let 1812, 1816, 1821 a 1826) nebo lokny jeho první ženy Josefíny, ustřižené v den její smrti v roce 1814. Vzorky, které vědci získali z muzeí v Lombardii, Paříži a Římě, byly v kapslích umístěny do jaderného reaktoru v Pavii a za využití techniky „neutronové aktivace“ bylo posléze zjištěno, že obsah arzenu je abnormálně vysoký nejen ve všech vlasech z průběhu Napoleonova života, ale také ve vlasech dalších prověřovaných osob. Tyto hodnoty překračovaly dnešní průměr až stokrát a výsledky výzkumu dokládají, že Napoleon patrně nezemřel v důsledku otravy, ale z přirozené příčiny.

## Pohřeb a exhumace
Spolu s teorií o Napoleonově vraždě se objevily i další hypotézy. Podle jedné z nich Britové ještě na Svaté Heleně vyměnili těla a do Napoleonovy rakve vložili ostatky jeho sluhy, přítele a agenta Ciprianiho, který byl bývalému císaři velmi podobný. Důvodem měla být právě snaha o zatajení skutečnosti, že byl Napoleon otráven. Tomu by odpovídala i studie Bruna Roy-Henryho, jenž v knize Napoléon, l’énigme de l’exhumé de Sainte-Hélène (Napoleon, záhada exhumovaného ze Svaté Heleny), upozorňuje na rozdíly v uspořádání hrobu a uložení těla při Napoleonově pohřbu a exhumaci.